# 345871 Xuguangxian
345871 Xuguangxian este o planetă minoră (asteroid) din centura de asteroizi. A fost descoperită pe 13 august 2007 la Xuyi County⁠(d) de Observatorul de pe Muntele Purpuriu⁠(d). 
Obiectul prezintă o orbită caracterizată de o semiaxă mare de 2,6999558450038 UAi, o excentricitate de 0,20619509914094, o înclinație de 5,1493739185867 ° în raport cu ecliptica.